# 瓦尔纳战役
瓦尔纳战役是1444年11月10日，由穆拉德二世指挥的奥斯曼土耳其军队与欧洲波蘭及匈牙利等国组成的基督教联军在今保加利亚东部瓦尔纳附近进行的一场会战。战役以奥斯曼土耳其一方获胜而告终，同时结束了欧洲各国为解救君士坦丁堡免遭土耳其征服所做的努力，并使奥斯曼帝国能够确立和扩大它对巴尔干半岛的控制。

## 背景
匈牙利王国因国王西吉斯蒙德1437年的逝世陷入了危机。国王的女婿兼继承人阿尔布雷希特国王也在1439年溘逝，留下了他的王后伊丽莎白和一个遗腹子，也就是日后的拉斯洛五世。 匈牙利的贵族们便找到了年轻的波兰国王瓦迪斯瓦夫三世来统治匈牙利，以期联合波兰之力共同抵御奥斯曼的进犯。加冕了匈牙利国王之后，瓦迪斯瓦夫三世再也没有回到过他的祖国，他的余生都在本地大贵族匈雅提·亚诺什的协助下治理着匈牙利。
经历了1440－42年远征贝尔格莱德和特兰西瓦尼亚的失败和1442－43年“长久战役”对匈雅提的胜利后，鄂圖曼苏丹穆拉德二世同匈牙利人签订了为期十年的塞格德和约。苏丹在与东安纳托利亚的卡拉曼埃米尔国签订了类似的和约后，宣布退位，由12岁的四子穆罕默德二世继位。
由于天主領主斯坎德培成功擊退奧斯曼軍與教宗的勸說，匈雅提决定联合威尼斯共和国和教皇尤金四世，组织了一支由匈雅提和瓦迪斯瓦夫三世领导的十字军，撕毀和約跨越多瑙河。获悉了此消息后，穆罕默德二世深感自己的年龄和能力还不足以抵抗这次联合进攻，于是他决定还位给自己的父亲，由他来领导军队。但穆拉德二世拒绝了，他退休之后已经在西南安纳托利亚过惯了静修的生活。穆罕默德二世感到气愤，他在回信中写道：
|  | 如果您认为您是苏丹，那就回来领导您的军队。如果您认为我是苏丹，那么我命令您回来领导我的军队。 |

在收到这封回信之后，穆拉德二世才同意回朝統領軍隊。

## 战前准备
教皇军以匈牙利人、波兰人和波西米亚人为主体（共计15,000人上下），还有瓦拉几亚人（7,000），另有小部分捷克人、教宗骑士、条顿骑士、波斯尼亚人、克罗地亚人、保加利亚人、立陶宛人和鲁塞尼亚人（乌克兰人）。
在匈牙利军队进军瓦尔纳时，由阿尔维斯·罗列丹率领的教皇国，威尼斯和热那亚联合舰队封锁了达达尼尔海峡。因为十字军的下一步计划便是在到达瓦尔纳后，搭乘教皇的船只前往君士坦丁堡，接着一鼓作气将奥斯曼势力逐出欧洲。匈牙利军队进军迅速，忽略了沿途的奥斯曼要塞，且有来自维丁，奥里亚霍沃和尼科波尔的保加利亚人加入。(保加利亚第二帝国沙皇伊凡·希什曼 的弗鲁金王子也带着他的卫队参加了这场远征）。10月10日，在靠近尼科波尔的地方，7,000左右的 瓦拉几亚骑兵在弗拉德三世的兄弟之一，米尔恰二世的带领下，也加入了十字军。
匈牙利王国的亚美尼亚难民在数场对抗奥斯曼帝国的战争中出了力，有记录显示本场战斗早期的十字军中也有亚美尼亚人的身影。

## 双方部署

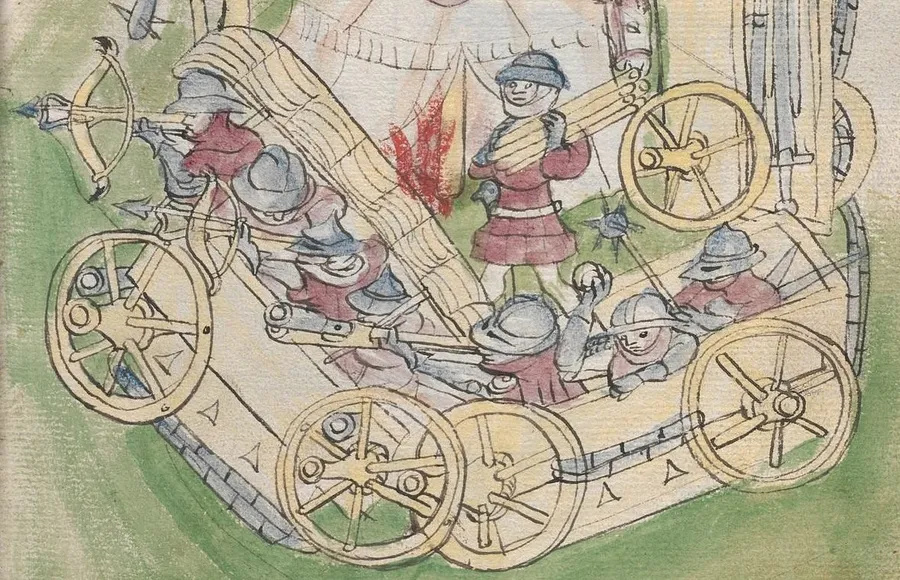
胡斯要塞，来源于15世纪的手稿

11月9日的晚些时候，一只50,000人上下的鄂圖曼大军由西边接近了瓦尔纳。在当晚由匈雅提组织的最高军事会议上，教皇使节，红衣主教朱利安·塞萨里尼坚持要迅速撤退。但十字军仍然被困在了位于瓦尔纳湖和黑海之间的弗兰嘉高地（356米高，有树丛）上。塞萨里尼于是要求借助胡斯要塞来构筑防御，等待舰队的增援。匈牙利贵族，捷克指挥官和克罗地亚指挥官都支持这个计划，但20岁的年轻国王和匈雅提却拒绝了这个防御型的建议。匈雅提宣布：“遁无路，降无颜。唯有奋战，方能载誉吾军。”国王接受了告知并让他统率全军。安德里亚斯·德·帕拉提奥表示匈雅提指挥着“瓦拉几亚”军队的记录暗示着他的私人武装含有大量罗马尼亚人。
11月10日晨，匈雅提在瓦尔纳湖周边和弗兰嘉高地上线状部署了20,000～30,000的十字军，整个阵线长达3.5公里。两队选自国王的匈裔和波裔贴身卫队的波兰旗军共计3500人，与匈牙利皇家雇佣军，还有来自匈牙利贵族的旗军一同负责中军，而瓦拉几亚骑兵则在中军左后方作为预备队。
右翼主要由主教们负责，面向卡梅纳村，共计5旗6,500人。主教瓦拉丁的扬·多米尼克和他的贴身旗军统领本翼，塞萨里尼率领一旗德意志雇佣军和一旗波斯尼亚雇佣军。埃格尔主教率领他自己的旗军，还有斯拉沃尼亚的军事总管班·佛兰科·塔洛茨，率领一旗克罗地亚军。
左翼则有5旗5,000，由匈雅提的舅哥米海尔·塞拉吉指挥。军队则包括了匈雅提的特兰西瓦尼亚,保加利亚，德意志雇佣军和一旗匈牙利贵族组成的军队。在贵族军后方，靠近黑海和湖泊方向的则是一些移动要塞（木质战车），由300～600人的捷克和鲁塞尼亚雇佣军守卫，盖特曼塞卡负责指挥，且有波兰，立陶宛和瓦拉几亚人协助。每个要塞都装载了7～10人，且配备了旧式火炮。
鄂圖曼中军则由耶尼切里和征自鲁米利亚区域的色雷斯人征召兵组成，布置在两座土堆出的高地上。穆拉德就在其中一座上获悉战场情况和发布命令，而耶尼切里的驻防位置前有数条壕沟和两层栅栏。 右翼主要构成为来自鲁米利亚的卡皮库鲁和西帕希骑兵，而左翼则由来自安纳托利亚的阿金奇（非常规轻骑兵）和西帕希组成。部分耶尼切里弓箭手和阿金奇轻骑兵则部署在弗兰嘉高地上。

## 战斗

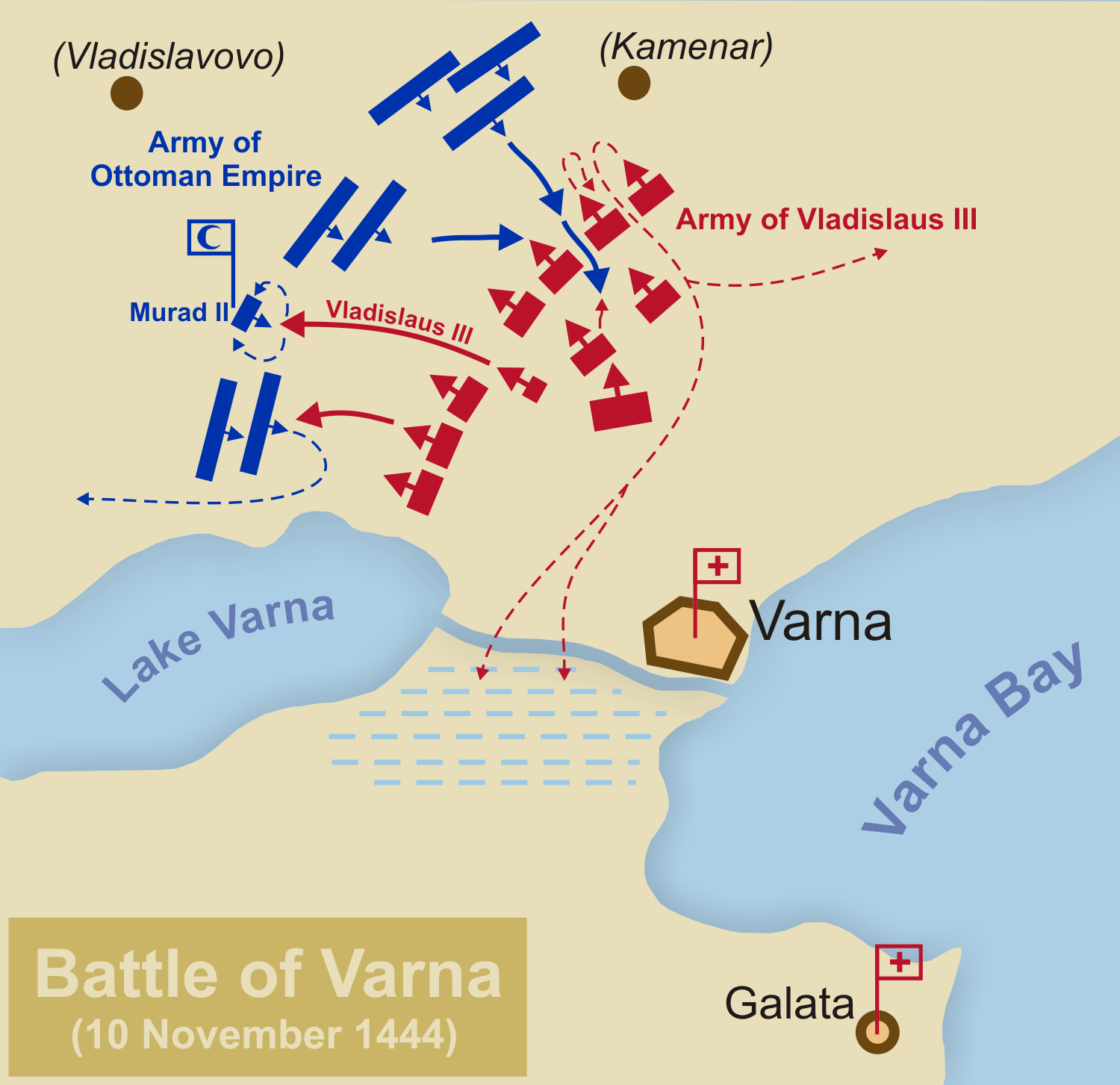
战时两军动向，瓦爾納戰役實際上是在兩片水域之間展開的

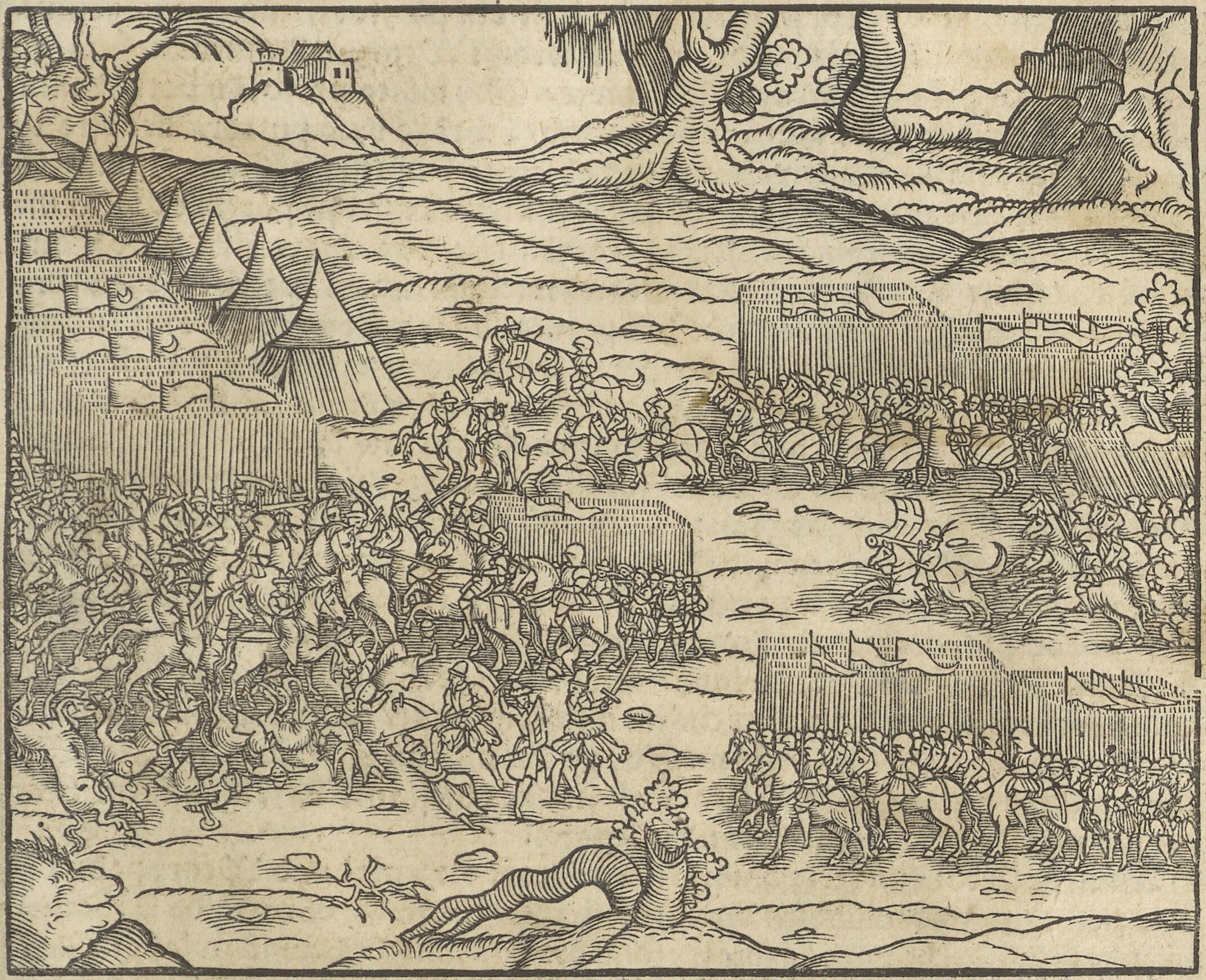
《世界编年史》（Kronika wszystkiego świata）中描绘的瓦尔纳战役（1444年）场景，作者为马尔钦·别尔斯基，出版于1564年

鄂圖曼轻骑兵首先冲击了班·塔洛茨领导的克罗地亚人，十字军们用火炮和早期铳反击，击退了骑兵的进攻。这部分十字军进而对溃军进行了无组织的追击，却在途中遭到了西帕希骑兵的侧翼伏击。虽然十字军们尝试撤回瓦尔纳湾另一边的加拉塔要塞处，但大部分仍然被消灭在了瓦尔纳湖和代夫尼亞河附近的泽地里，仅有班·塔洛茨成功地撤回了移动要塞附近。
鄂圖曼右翼也开始对塞拉吉的军队发动了侧翼冲击，被击退。但鄂圖曼骑兵又接着发动了第二次攻击，于是匈雅提决定去救援。他建议国王先按兵不动，等他回来。然而国王却没听，他带着自己的500波兰骑士直冲鄂圖曼中军，想越过耶尼切里军团生擒穆拉德。然而不知是踏入了陷阱或是马被刺中，国王中途坠马，然后被奥斯曼雇佣军人科迪嘉·哈扎尔杀死并枭首。 剩下的骑士士气顿时大减，被鄂圖曼军击溃。国王的首级后来被呈给了苏丹并带回了鄂圖曼宫殿。
匈雅提在回师的途中疯狂地尝试着夺回国王的尸体，但是他所能做到了也只是尽力组织残军的撤退，国王的尸和首都没有找到。被俘虏的十字军则迎来了处决或是贩为奴隶的命运。 籍由汉斯·梅格斯特，一位本战之后被鄂圖曼扣押了16年的俘虏之陈述，吟游诗人米歇尔·贝赫姆创作了一首歌曲。
| 1）主教扬·多米内克的旗队 2）朱利亚诺·切萨里尼的旗队 3）—4）埃格尔主教西蒙·罗兹戈尼和塔洛齐总督的旗队 5）波斯尼亚主教拉斐尔·赫尔策格的旗队 6）国王的御林军旗队 7）国王的旗队，指挥官为斯特凡·巴托里 | 8）特兰西瓦尼亚旗队 9）塞凯尔雇佣兵旗队（特兰西瓦尼亚的匈牙利人） 10）匈雅提的雇佣兵旗队 11）雇佣兵旗队 12）西拉吉的旗队 13）瓦拉几亚旗队 14）营地（战车营）及炮兵 | I）安纳托利亚总督卡拉贾帕夏 II）鲁米利亚总督谢哈贝丁帕夏 III）穆拉德与禁卫军 IV）斯帕希骑兵 V）阿扎普轻步兵 VI）阿金吉骑兵 VII）奥斯曼营地 |
| | | |

战斗阶段
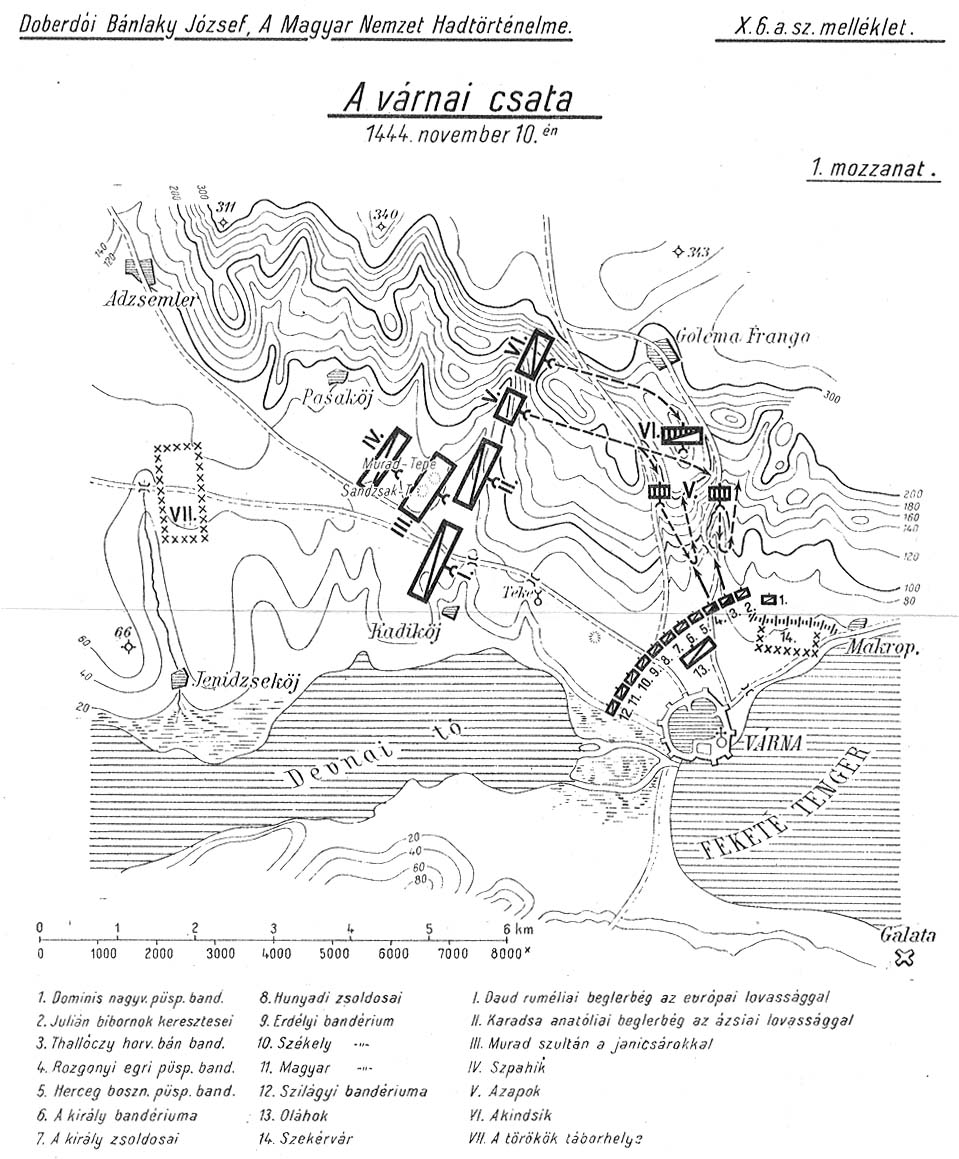
阿扎普与阿金吉部队移动至高地，并从山上攻击塔洛齐和罗兹戈尼。塔洛齐与罗兹戈尼抵抗并追击敌军。
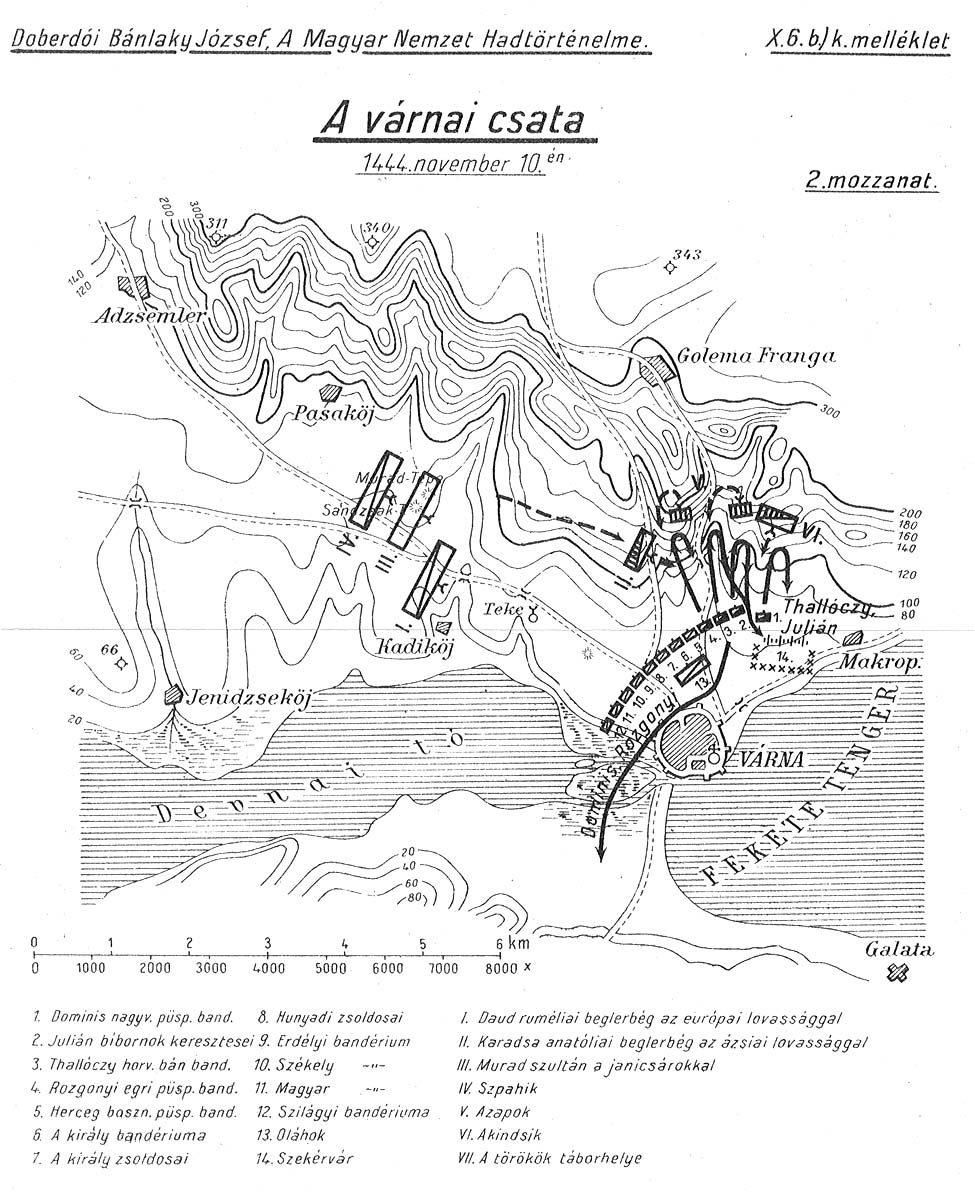
切萨里尼与多米内克加入追击，但谢哈贝丁帕夏的部队前来支援撤退的左翼。塔洛齐与罗兹戈尼撤回营地，切萨里尼与多米内克逃往沼泽地。
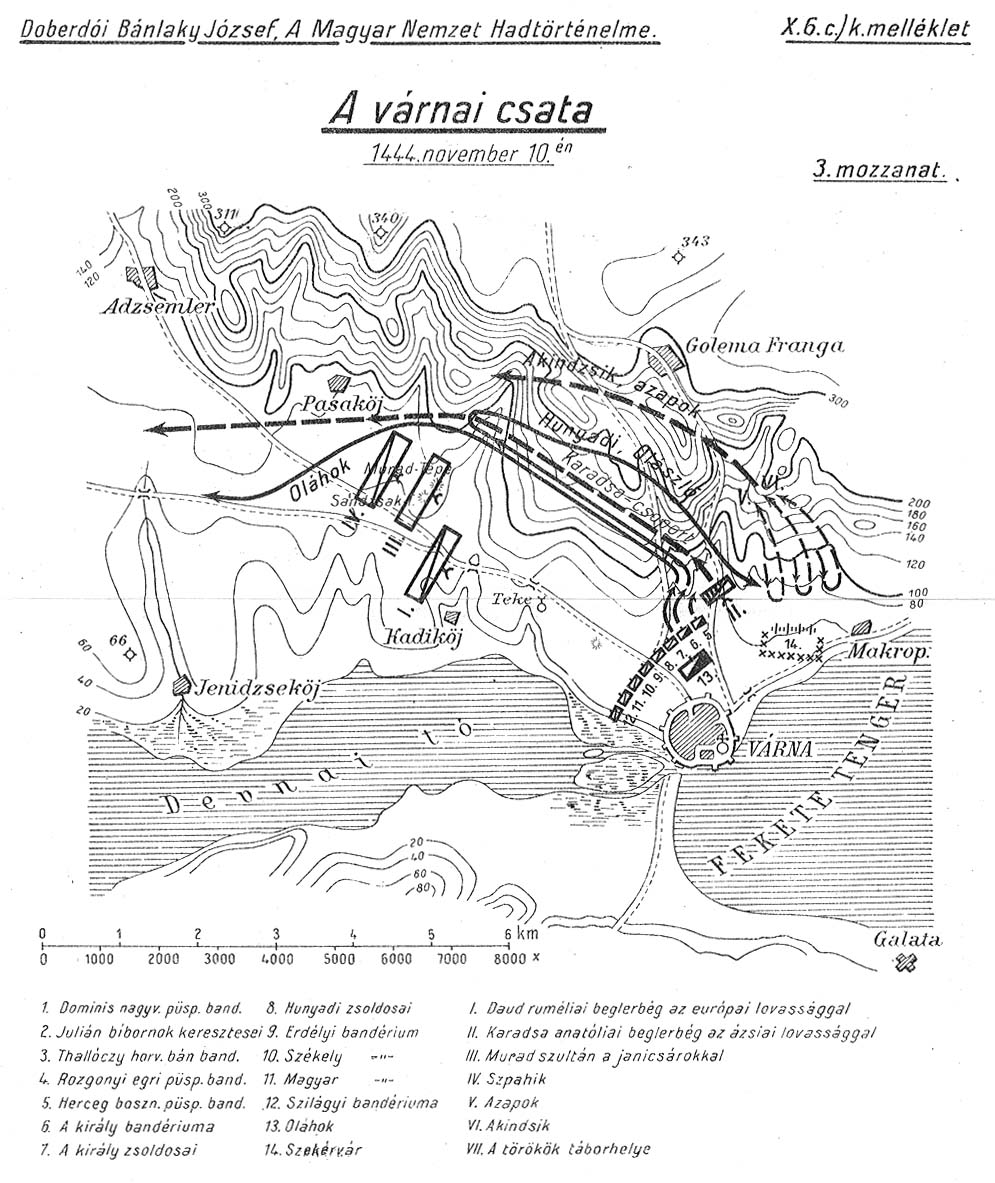
国王部队攻击谢哈贝丁帕夏，迫使其后撤。
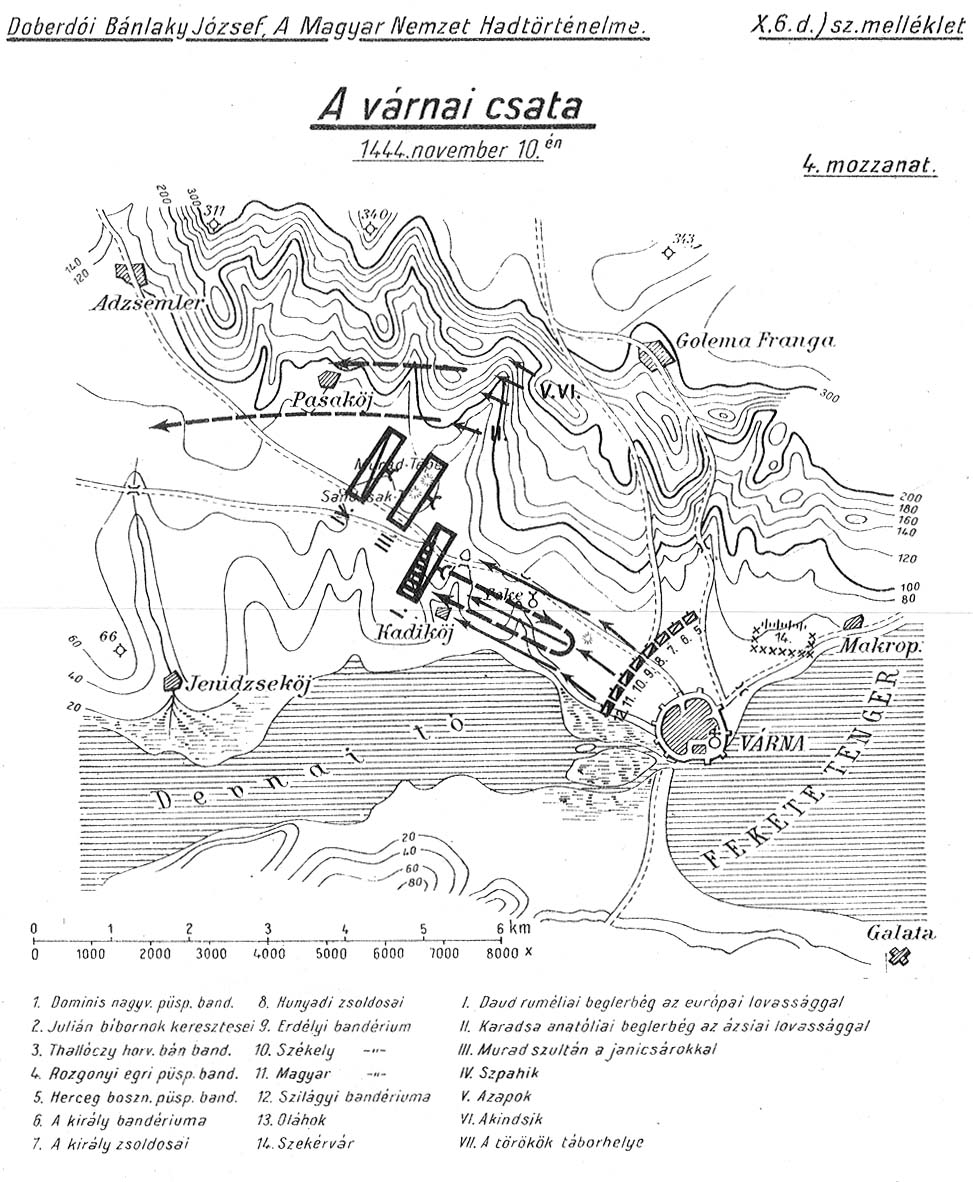
卡拉贾贝伊攻击十字军左翼，部队撤退。卡拉贾贝伊阵亡。
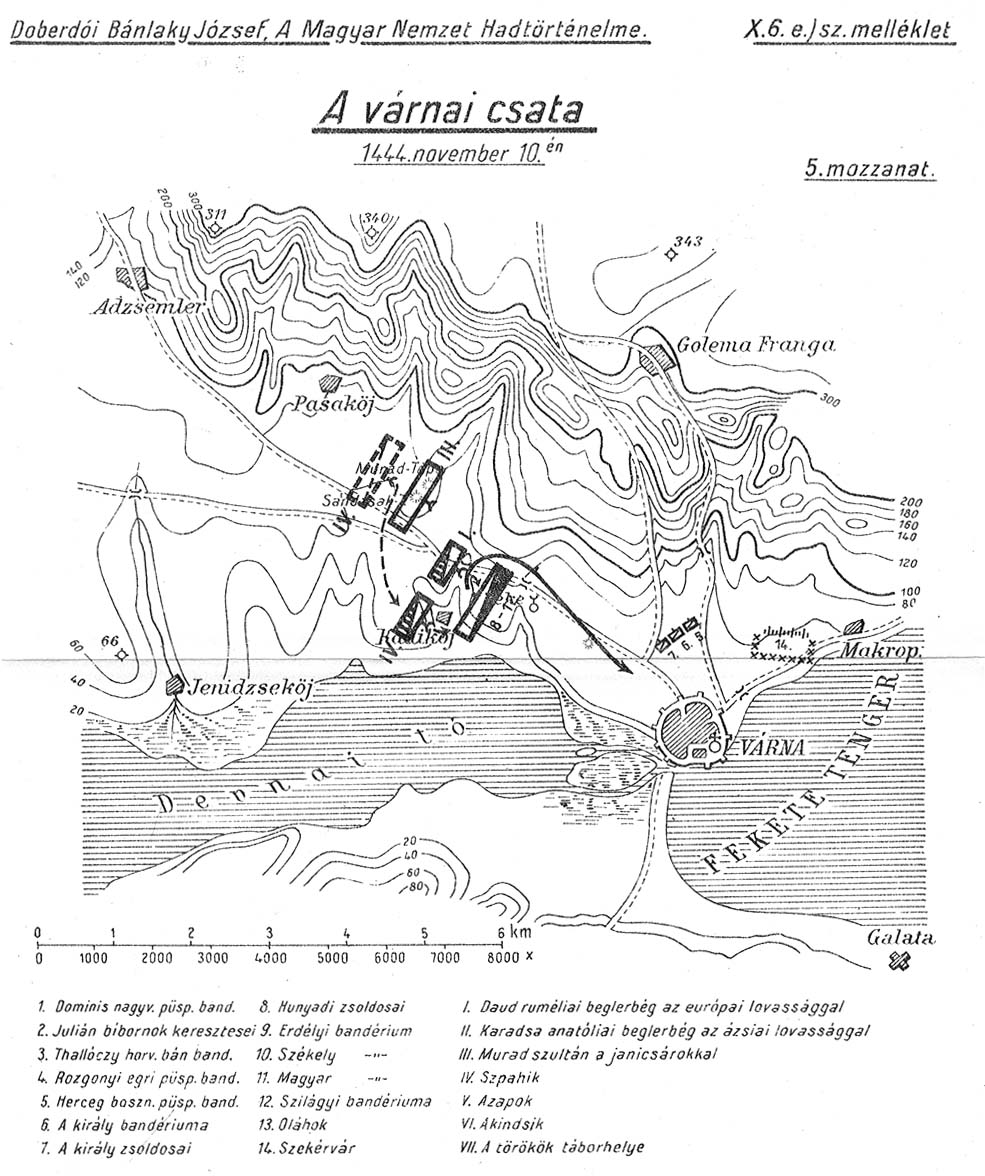
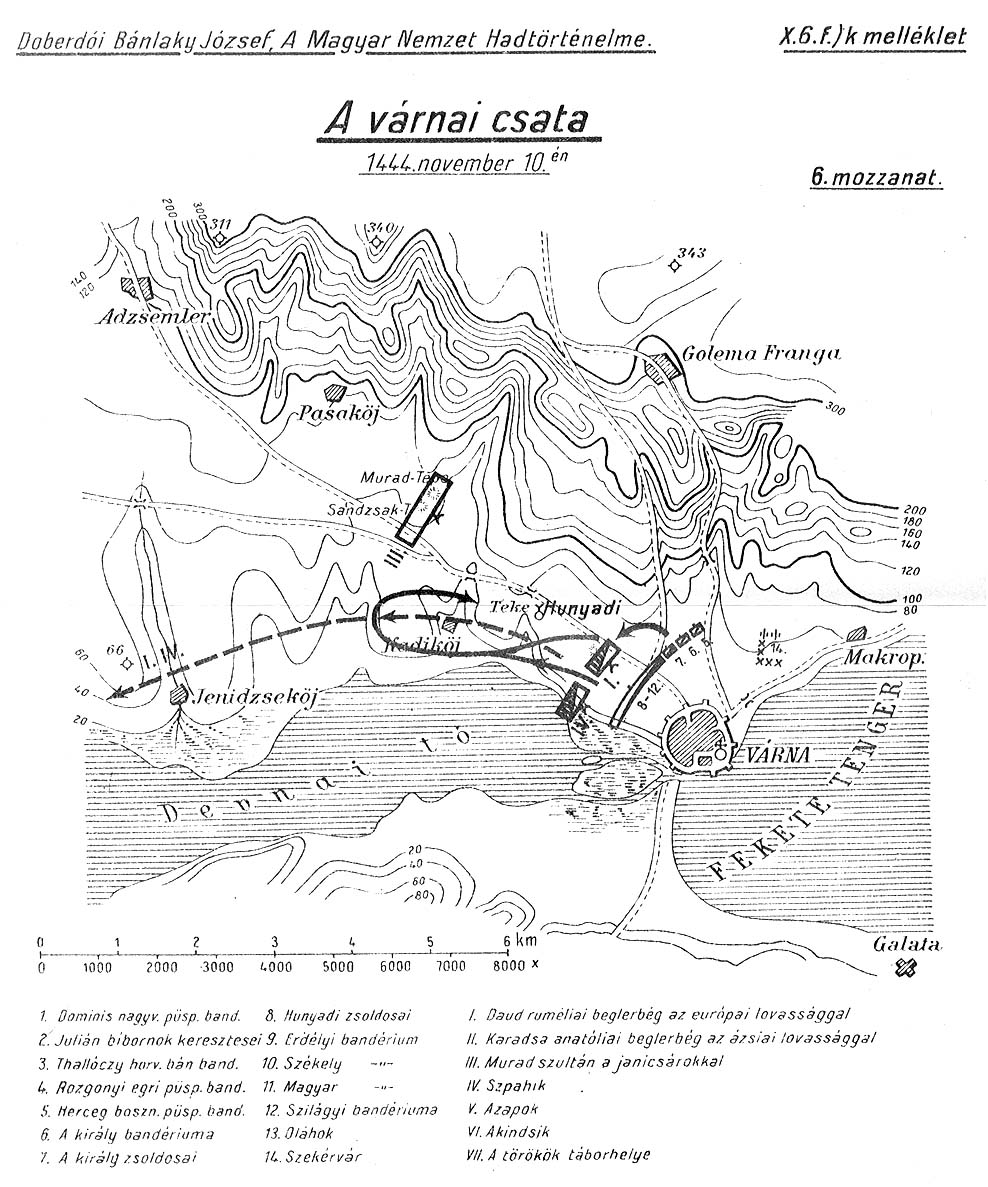
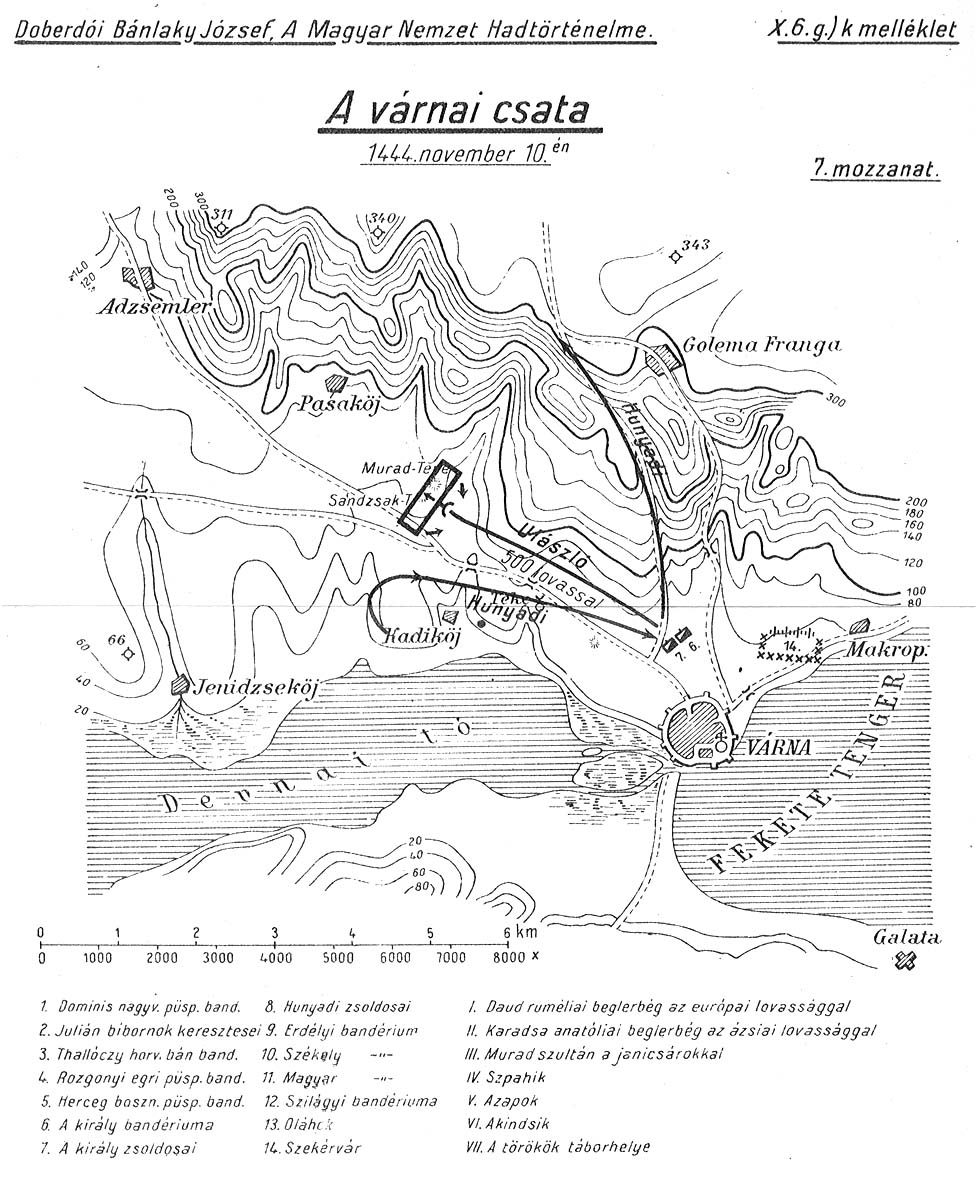
瓦迪斯瓦夫攻击包围穆拉德的禁卫军，结果被杀。十字军撤退。

## 結果

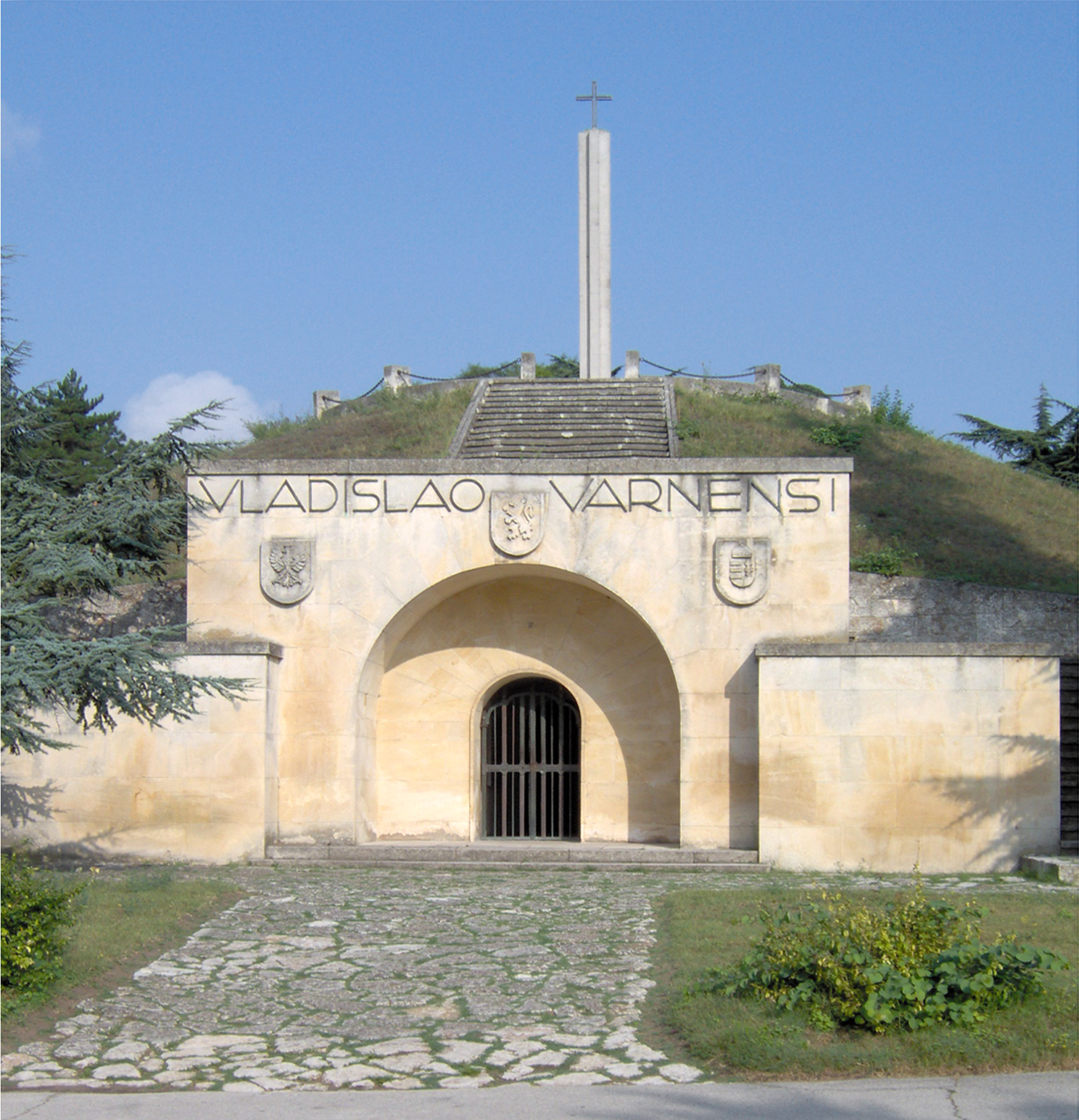
瓦尔纳战役纪念堂建在一个古色雷斯坟冢上，镌刻着死去国王的名字

瓦迪斯瓦夫三世的死亡使匈牙利的合法继承人仅剩下了四岁的拉斯洛五世（死于17岁）。波兰王位則空懸了三年，之后由卡齐米日四世即位。
鄂圖曼方面的损失也很惨重，苏丹在三日后才知道是己方胜利了。 正如卡尔·马克思在《编年札记》中所写：「对波兰和希腊帝国而言，瓦尔纳战役——作为威尼斯与教廷阴谋的结果——是毁灭性的」。
瓦尔纳战役的结果使奥斯曼人在巴尔干地区的地位得以巩固。
削弱后的十字军于1448年在第二次科索沃战役中又遭到一次惨烈的失败，此后再也未能对奥斯曼帝国統治下的地區完成收復。
随后数年，穆拉德二世在巴尔干半岛上继续扩大战果，征服了摩里亚专制国。
君士坦丁堡的命运已成定局，滅亡只是时间问题。

## 遗产
战争的结果使得奥斯曼人解决了向东欧和中欧扩张的一大障碍，在接下来的几场战争后，大量的欧洲人民成为了奥斯曼帝国的臣属。
阵亡的國王瓦迪斯瓦夫被稱作「瓦尔纳的瓦迪斯瓦夫」（Władysław III Warneńczyk），以此纪念这场战斗。位于华沙的无名战士墓用于纪念这场战斗，上刻有"WARNA 10 XI 1444"。
2013年8月13日，瑞典游戏公司paradox Interactive推出的一款历史大战略游戏欧陆风云4，其剧本开局时间便在瓦尔纳战役的后一天。